# Chainsaw (niederländische Band)
Chainsaw ist eine niederländische Thrash-Metal-Band aus Purmerend, die im Jahr 1996 gegründet wurde.

## Geschichte
Die Band wurde im Sommer 1996 gegründet. In den Folgejahren veränderte sich die Besetzung der Band mehrfach stark, indem Mitglieder plötzlich verschwanden oder durch Unfälle verstarben oder stark verletzt wurden. Dadurch kam es erst im Jahr 2002 mit der Single Chainsaw Is the Law zur ersten Veröffentlichung. Zwei Jahre später erreichte die Band einen Vertrag mit dem japanischen Label World Chaos Production, um bei diesem ihr Debütalbum Smell the Saw (eine Anspielung auf Spın̈al Taps Smell the Glove) dort zu veröffentlichen. Nachdem die Musikvideos für Master of Fate und The Meat Factory fertiggestellt wurden, kam Quinz als neuer Bassist zur Band. Es folgten diverse Auftritte in den Niederlanden, Deutschland, Belgien, Frankreich und Luxemburg. 2008 unterschrieb die Band einen Vertrag bei Meat Rackords und veröffentlichte 2009 das zweite Album Metal Missionary. Ein paar Jahre später wurde Bassist Quinz durch Tom ersetzt. Momentan arbeitet die Band an ihrem Jubiläumsalbum 15 Years of Down the Meat Aisle.

## Stil
Die Band spielt klassischen Thrash Metal, der sich an der Musik aus den 1980er Jahren orientiert.

## Diskografie
- Dirck III Rehearsel (Demo, 1998, Eigenveröffentlichung)
- Chainsaw Is the Law (Single, 2002, Eigenveröffentlichung)
- Tropical Storm Tour 2002 - Official Bootleg (Live-Album, 2002, Eigenveröffentlichung)
- Never Surrender (Demo, 2003, Eigenveröffentlichung)
- Smell the Saw (Album, 2004, World Chaos Production)
- Metal Missionary (Album, 2009, Meat Rackords)